# As with Gladness, Men of Old

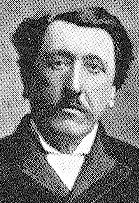
William Chatterton Dix

As with gladness, men of old ("Come gli uomini di un tempo, con gioia") è un tradizionale canto natalizio, il cui testo è stato scritto nel 1860 o nel 1859 dall'autore di inni inglese William Chatterton Dix (1837-1898) e fu pubblicato per la prima volta nel 1861 nella raccolta Hymns Ancient and Modern. Il brano è accompagnato da una melodia composta nel 1838 da Konrad Kocher ed adattata nel 1861 da William Henry Monk.

## Storia
William Chatterton Dix scrisse il testo il giorno dell'Epifania del 1860 (o 1859),  mentre era costretto a letto.
L'anno seguente, W. H. Monk adattò al testo una melodia contenuta in una raccolta di corali di Konrad Kocher (1786-1872) intitolata Stimmen aus dem Reiche Gotte. La melodia fu così soprannominata "Dix" in onore dell'autore del testo.
Pare tuttavia che la melodia non piacesse particolarmente a Dix, il quale disse con rassegnazione che "ormai nessuno avrebbe più potuto sostituirla".

## Testo
Il testo, che si compone di 5 strofe, ciascuna delle quali formata da 5 versi, parla dell'episodio dell'adorazione dei Re Magi:
As with gladness, men of old

Did the guiding star behold;

As with joy they hailed its light,

Leading onward, beaming bright;

So, most gracious Lord, may we

Evermore be led to Thee.

As with joyful steps they sped

To that lowly manger-bed;

There to bend the knee before

Him Whom heaven and earth adore;

So may we with willing feet

Ever seek the mercy-seat.

As they offered gifts most rare 

At that manger rude and bare;

So may we, with holy joy,

Pure and free from sin's alloy,

All our costliest treasures bring,

Christ! to Thee our heavenly King.

Holy Jesus, every day

Keep us in the narrow way; 

And, when earthly things are past,

Bring our ransomed souls at last

Where they need no star to guide,

Where no clouds Thy Glory hide.

In the heavenly country bright,

Need they no created light;

Thou its Light, its Joy, its Crown,

Thou its Sun which goes not down;

There for ever may we sing

Alleluias to our King.